# Grizáno
Grizáno är en ort i Grekland.   Den ligger i prefekturen Trikala och regionen Thessalien, i den centrala delen av landet, 230 km nordväst om huvudstaden Aten. Grizáno ligger 183 meter över havet och antalet invånare är 1 528.
Terrängen runt Grizáno är kuperad åt nordost, men åt sydväst är den platt. Runt Grizáno är det ganska glesbefolkat, med 29 invånare per kvadratkilometer. Närmaste större samhälle är Farkadóna, 3,7 km söder om Grizáno. Trakten runt Grizáno består till största delen av jordbruksmark.